# Ересько, Георгий Алексеевич
Георгий Алексеевич Ересько (7 января 1936 г. - 27 октября 2017 г.) — Советский и Украинский учёный, иностранный член РАСХН и РАН.

## Биография
Родился 7 января 1936 г. в с. Вольный аул Нальчикского района Кабардино-Балкарской АССР.
Окончил механический факультет Ленинградского технологического института холодильной промышленности (1959) и его аспирантуру (1964, с защитой диссертации на тему «Исследование процессов гидродинамики и теплообмена в пароконтактных пастеризаторах»).
В 1959—1961 гг. младший научный сотрудник, конструктор ВНИИ маслодельной и сыродельной промышленности (Углич).
С 1964 г. работал в Украинском НИИ мясной и молочной промышленности (Технологический институт молока и мяса УААН): старший научный сотрудник (1964—1970), зав. лабораторией, зам. директора по научной работе (1970—1976), директор (1976—2011).
В 1987 г. защитил докторскую диссертацию на тему «Исследование теплофизических свойств и процессов термомеханической обработки сливок с целью создания оборудования для пастеризации и маслообразования». В 1992 г. присвоено звание профессора.
Член-корреспондент (1990), академик (1993) УААН, иностранный член РАСХН (1995) и РАН (2014). Академик-секретарь Отделения пищевой и перерабатывающей промышленности УААН (1991—1996 и 2001—2011).
Государственная премия Украинской ССР 1979 года — за цикл работ по разработке и внедрению технологий молочных продуктов для детского питания.
Награждён орденами Трудового Красного Знамени (1974), Дружбы народов (1981), двумя медалями.
Умер 27.10.2017 года.
Публикации:
- Оборудование для высокотемпературной пастеризации, стерилизации и охлаждения пищевых жидкостей [Текст] / Г. А. Ересько, А. А. Кийс, А. М. Маслов, Л. К. Николаев ; Под общ. ред. А. М. Маслова. - Ленинград : Машиностроение. [Ленингр. отд-ние], 1967. - 232 с. : черт.; 22 см.